# Cuneocythere semipunctata
Cuneocythere semipunctata is een mosselkreeftjessoort uit de familie van de Cuneocytheridae. De wetenschappelijke naam van de soort is voor het eerst geldig gepubliceerd in 1868 door Brady.